# Draft
Et draft er en betegnelse for forskellige systemer som anvendes i idrætsligaer for at lade holdene vælge spillere. 
Metoden anvendes især i de professionelle amerikanske serier, hvor klubberne på denne måde fordeler de bedste spillere fra en årgang mellem sig. Hovedprincippet er at holdene efter tur vælger en af de tilgængelige spillere. Det vil typisk være det dårligste hold fra den forgangne sæson der får lov til at vælge først blandt en gruppe af unge spillere. Dernæst vælger det næstdårligste hold en spiller og så fremdeles. Ideen er at man på denne måde styrker de svageste hold og derved sikrer en så jævnbyrdig turnering som muligt. Et draft kan have adskillige runder hvor holdene vælger efter tur.
Det, at en spiller er draftet, er ingen garanti for at han/hun kommer på holdet med det samme.
Det kan ske at en klub vælger at bytte et draft valg for en spiller eller andre draft valg. Det kaldes også for et trade. Dette er den typiske måde hvorpå klubberne i Nordamerika bytter spillere imellem hinanden, idet der kun sjældent vil være penge involveret i byttehandlerne sådan som det kendes fra Europa.
I NHL er de spillere som klubberne kan vælge imellem typisk 17-18 år gamle. I NBA og NFL har spillerne derimod som hovedregel gennemført en 4-årig collegeuddannelse før de kan vælges i draften. De vil derfor typisk være ca. 22-23 år gamle. Derfor ser man også at disse spillere i højere grad end i NHL er klar til at træde direkte ind på det professionelle hold der har valgt dem i draften.
| Sport | Spire Denne artikel om sport er en spire som bør udbygges. Du er velkommen til at hjælpe Wikipedia ved at udvide den. |